# Eryngium isauricum
Eryngium isauricum är en flockblommig växtart som beskrevs av Juliette Contandriopoulos och Pierre Ambrunaz Quézel. Eryngium isauricum ingår i släktet martornar, och familjen flockblommiga växter. Inga underarter finns listade i Catalogue of Life.